# Thăm dò điện từ miền thời gian

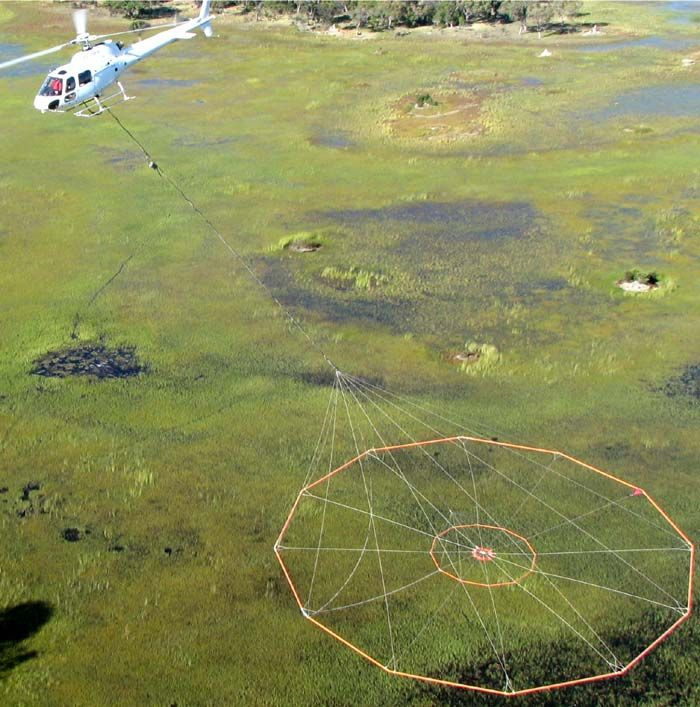
Đo TDEM bằng trực thăng

Thăm dò điện từ miền thời gian (tiếng Anh: Time-Domain Electromagnetics, viết tắt là TDEM; hoặc Transient Electromagnetics, viết tắt là TEM) là một phương pháp của Địa vật lý Thăm dò, bố trí vòng dây phát trường điện từ dạng xung ngắn vào môi trường đất đá, và thu nhận tín hiệu cảm ứng điện từ theo diễn biến thời gian. Diễn biến này phản ánh tính dẫn điện, và cũng nhạy cảm với các tính chất từ, của môi trường bên dưới. Nó được sử dụng cho lập bản đồ địa chất, tìm kiếm khoáng sản, tìm nước ngầm, địa chất môi trường, khảo sát tai biến tự nhiên, tìm vật chưa nổ (UXO)... trên đất liền và trên biển gần bờ.
Các nhà chế tạo máy thăm dò điện từ miền thời gian đã dùng thuật ngữ Time Domain Electromagnetics để gọi tên thiết bị của mình. Tuy nhiên trong vật lý-toán, thuật ngữ này đã được dùng với nghĩa hoàn toàn khác, nên các nhà vật lý gọi phương pháp này là Transient Electromagnetics.
Tại Việt Nam TEM / TDEM quen gọi là Phương pháp trường chuyển, là tên rút gọn từ thuật ngữ Phương pháp quá trình chuyển tiếp trong tiếng Nga là Метод Переходных Процессов (viết tắt là МПП), khi nó du nhập năm những năm 1970, và đã được sử dụng cho tìm kiếm thăm dò các vùng triển vọng quặng đa kim quý hiếm và quặng sulfide. Năm 2006 phương pháp đã được nghiên cứu ứng dụng ở dạng đề tài cấp bộ về đánh giá khả năng phương pháp trong tìm kiếm nước dưới đất và xây dựng quy trình ứng dụng  và được quy chuẩn trong TCVN 9424: 2012.

## Nội dung phương pháp
Phương pháp sử dụng vòng dây đủ lớn để phát một nhảy bậc trường từ vào môi trường đất đá. Theo các Định luật cảm ứng Faraday và Định luật Lenz, trong đất đá xuất hiện các dòng điện xoáy cản trở biến thiên của trường từ ngoài. Dòng điện xoáy này phụ thuộc vào điện trở suất của các lớp đất đá, trong đó các lớp nông phản ứng trước, còn các lớp sâu phản ứng sau. Quá trình tiếp diễn theo tắt dần của dòng xoáy, đến khi mức trường từ mới được thiết lập. Đo tín hiệu cảm ứng điện từ theo diễn biến thời gian tính từ lúc nhảy bậc sẽ tính được cột điện trở suất của các lớp đất đá. Vì lý do này, phương pháp được gọi là Quá trình chuyển tiếp, hoặc Đo sâu điện từ (Electromagnetic Sounding).
Cơ sở lý thuyết để giải ngược là Phương trình Helmholtz với trường từ nhảy bậc trong nửa không gian phân lớp ngang, được các nhà lập phần mềm phân tích vận dụng để lập giải thuật tính ra cột điện trở suất tại điểm đo từ dãy số liệu quan sát được. Các bài báo của McNeill trong trang web của hãng Geonics (Canada) diễn giải những điều cơ bản của phương pháp, trong đó có cả phần theo dạng trực quan phổ thông.

## Bố trí quan sát
Hệ thống đo đạc gồm máy phát dòng (Transmitter, Tx), phát dòng xung ITx vào vòng dây phát (Transmitter Loop) để tạo nhảy bậc trường từ trong đất. Cuộn dây thu (Receiver Coil) đặt tại vị trí đo, thu nhận tín hiệu điện cảm ứng URx, đưa đến máy thu (Receiver, Rx).
Cách bố trí cuộn dây phát & thu rất đa dạng, có thể đo trong hay ngoài vòng dây phát. Cách bố trí thường được gọi là Cấu hình đo (Configuration), và một số cấu hình hay dùng được đặt tên là Central Loop, Slingram, Turam,... Trong hình vẽ là cấu hình Central Loop (Vòng trung tâm) (Hình a, Typical Layout).

Diễn giải Đo TDEM

### Lược đồ xung đo đạc
Dù cấu hình và cách chế tạo máy đo khác nhau, thì Lược đồ xung đo đạc của các bộ máy đo TEM giống nhau (Hình b, Timing).
Dòng xung ITx có dạng xung vuông đảo cực với tỷ suất ½, đặc trưng bởi tần số làm việc f. Mỗi chu kỳ T có 4 kỳ dài bằng nhau. Vì lý do kỹ thuật điện tử, việc cắt dòng phát không thực hiện được ngay lúc có lệnh cắt, mà diễn ra trong khoảng gọi là Thời gian cắt dòng (Turn Off Time), từ cỡ vài μs đến 200 μs, tức là thời điểm cắt dòng phát thật sự t0 bị trễ.
Máy thu khuếch đại và số hóa tín hiệu ở các thời gian thích hợp tG tính từ lúc cắt dòng phát thật sự. Thời gian này được gọi là Trễ (Delay) hay Cổng (Gate). Số cổng có từ 10 đến 32, phân bố theo quy tắc hình học (trị ti+1 bằng cỡ 1,4142 lần ti). Thông thường phép đo thực hiện ở kỳ cắt dòng phát và gọi là Chuẩn (Standard Gates). Một số máy như của hãng Geonics thiết kế có thêm chế độ Đo ở kỳ phát dòng (On-time Gates).
Các bộ máy công suất nhỏ có khối phát và thu đặt chung hộp, dùng cho khảo sát nông hoặc trong hố khoan, làm việc ở tần số cao hoặc vừa (10 đến 300 Hz). Các bộ máy lớn có công suất vài KVA thì tách máy phát và thu, và làm việc ở tần số cực thấp để khảo sát độ sâu lớn.

### Vòng dây phát
Vòng dây phát có thể rải một hay nhiều vòng, dạng chữ nhật, đa giác đều, hay tròn, oval. Các vòng phát nhỏ thường chế sẵn. Vòng lớn có thể đến 2000 x 2000 m. Vòng phát tự rải tốt nhất là rải 1 đến 3 vòng. Nếu rải nhiều vòng hơn, phải san thành dạng solenoid có dãn cách vòng đủ lớn để giảm ký sinh điện dung và điện cảm; nếu không nó sẽ làm kéo dài và ảnh hưởng đến đặc trưng của quá trình cắt/phát dòng, gây sai lệch định thời các gate và số liệu đo (Hình c, Mutlticore Cable).

### Cuộn dây thu
Tín hiệu cảm ứng điện từ là đại lượng vector, nên một cuộn dây thu chỉ thu nhận thành phần dọc theo trục cuộn. Các đo đạc thường đo thành phần Z, đặt cuộn nằm ngang có cân bằng bọt thủy. Các kiểu máy từ Liên Xô cũ thời kỳ trước 1980 không chế sẵn cuộn dây thu, mà rải vòng dây thu cùng với vòng dây phát để đo thành phần Z.
Khi có chủ đích đo các thành phần nằm ngang XY, thì dùng:
- Đầu thu chế sẵn 3 thành phần;
- Dùng cuộn dây thu 1 thành phần, nhưng đo lần lượt đặt trục cuộn nằm theo hướng Z, X và Y.

### Kỹ thuật tích lũy tín hiệu
Vì rằng tín hiệu đo TEM suy giảm nhanh, ở các trễ lớn thì tín hiệu siêu nhỏ, nên để thu được số liệu thật trên nền nhiễu cao, kỹ thuật tích lũy tín hiệu được vận dụng. Nội dung của nó là cộng tích lũy số đo của nhiều/rất nhiều kỳ đo, và đặc trưng bởi Thời gian tích phân (Integration Time).

### Đồng bộ phát - thu
Các bộ máy công suất lớn thiết kế khối phát và đo tách rời, thì có hai cách đồng bộ tiến trình đo:
- Dùng đôi dây nối máy đo với máy phát, gọi là chế độ REF, máy đo điểu khiển trực tiếp tiến trình phát dòng.
- Dùng đồng hồ thạch anh ổn định cao, gọi là chế độ XTAL, máy phát và đo được trang bị đồng hồ thạch anh và ủ trong lò sấy cỡ 60 °C. Trước khi làm việc, máy phát và đo được nối với nhau để chuẩn tần số và pha cho đồng hồ, rồi tách rời nhau để đo. Nó cho phép nhiều máy đo cùng làm việc với 1 máy phát, nhưng dễ bị lỗi đồng hồ nếu nhiệt độ môi trường lên cao và/hoặc thiết bị già cỗi.

### Cơ giới hóa đo đạc
Vì đo TEM không cần tiếp đất, nên có thể lắp thiết bị lên phương tiện cơ giới để đo nhanh.
- Hệ thống kéo trên mặt đất có tên là PATEM (Hình d, Pulled Array TEM) do Hydro-Geophysics Group, Đại học Aarhus (Đan Mạch) phát triển, trong đó dùng lồng khung phát 8x 3 x 5 m, khung dây thu kéo sau khung phát 25 m, có lắp các bánh xe, lập thành cấu hình lưỡng cực (Dipol). Hệ thống này cho ra kết quả đến độ sâu 100–120 m.[7][8]
- Hệ thống đo bằng trực thăng, được phát triển ở nhiều nước, và là xu hướng tiềm năng cao, nhưng thuộc về các công ty lớn.[9]
- Đo bằng tàu thủy, ví dụ hệ thống thu phát Geonics EM61S (Submersible) có thể làm việc dưới nước ở độ sâu trên 60m.

## Xử lý phân tích tài liệu
Khi phương pháp TEM mới ra đời, phải phân tích bằng so sánh kết quả đo sâu (Sounding) tại từng điểm với tập đường cong mẫu (Palette) do các nhà lý thuyết biên soạn ra, để chọn cột điện trở suất.
Đầu những năm 1990 thì các phần mềm phân tích đơn điểm (1-D) ra đời, như Temix của hãng Interpex (Mỹ) chạy trên máy PC DOS. Các phần mềm làm việc trên Windows thì có ZondTEM1d, TDEM Geomodel Lưu trữ ngày 6 tháng 8 năm 2015 tại Wayback Machine.
Hiện nay các phần mềm phân tích thực hiện xử lý đa điểm. Người sử dụng cần chỉ định tập con các Sounding có mô hình chờ đợi của môi trường tương tự nhau cho một phân tích. Tập con có thể là tuyến hay mảng diện tích. Khi đó chọn ra một điểm có đường cong biểu kiến điển hình, phân tích đơn điểm (Hình e, 1-D Sounding Inversion), sau đó gán mô hình thu được cho các điểm còn lại của tập, rồi phân tích đa điểm (Hình f, Group Sounding Inversion).
Vì trong phân tích tài liệu thăm dò điện thuộc nhóm đo sâu có nhiều phần giống nhau, nên nhiều hãng phần mềm gộp chung thành "phần mềm phân tích tài liệu thăm dò điện", trong đó mỗi phương pháp thăm dò chiếm 1 modul phân tích, ví dụ phần mềm Interpex IX1D (Mỹ).
Hiện có những ý kiến khác nhau về Độ sâu khảo sát (ĐSKS) tin cậy của phương pháp. Một số thiên về dùng "kích thước thiết bị" lớn, ví dụ vòng phát 800 x 800 m để khảo sát đến độ sâu 300 m. Trong khi đó hệ thống PATEM của Đại học Aarhus (Đan Mạch) lại đạt được ĐSKS 100–120 m với kích thước Dipol 25 m.